# At-Tamura
At-Tamura (arab. الطامورة) – wieś w Syrii, w muhafazie Aleppo. W 2004 roku liczyła 705 mieszkańców.